# Charalambos Kostulas
Charalambos Kostulas (gr. Χαράλαμπος Κωστούλας; ur. 30 maja 2007) – grecki piłkarz, występujący na pozycji napastnika w greckim klubie Olympiakos SFP. Młodzieżowy reprezentant Grecji.